# Une mort secrète
Une mort secrète (titre original en anglais : A Piece of My Heart) est le premier roman de Richard Ford, publié originellement le 27 octobre 1976 aux États-Unis et en français le 5 juin 1989 aux éditions Payot.

## Éditions
- A Piece of My Heart, Harper & Row, 1976  (ISBN 978-0060113629).
- Une mort secrète, Payot, 1989  (ISBN 978-2228881975).
- Une mort secrète, L'Olivier, 1999  (ISBN 978-2879291956).